# Kolarstwo na Letnich Igrzyskach Paraolimpijskich 2008
Kolarstwo na Letnich Igrzyskach Paraolimpijskich 2008 w Pekinie odbyło się w dniach 7-14 września 2008 na trasach: Changping Triathlon Venue (kolarstwo szosowe) oraz Laoshan Velodrome (kolarstwo torowe).  Zawody w kolarstwie torowym rozegrano w dniach 7-10 września, a w kolarstwie szosowym w dniach 12-14 września. W zawodach udział wzięło 184 niepełnosprawnych kolarzy (139 mężczyzn i 45 kobiet) z 39 reprezentacji. Tabelę medalową zawodów wygrali zawodnicy reprezentujący Wielką Brytanię (17 złotych medali). 

## Klasyfikacja zawodników ze względu na niepełnosprawność
- B&VI 1–3 – zawodnicy niewidomi
- LC 1–4 – zawodnicy z upośledzeniem ruchowym
- CP 1–4 – zawodnicy z porażeniem mózgowym
- HC A, B & C – zawodnicy startujący na hanbike’ach

## Kolarstwo szosowe mężczyzn
| Konkurencja                |                                |                                 |                                 |
| -------------------------- | ------------------------------ | ------------------------------- | ------------------------------- |
| Trial na czas B&VI 1–3     | Christian Venge David Llaurado | Alfred Stelleman Jaco Tettelaar | Krzysztof Kosikowski Artur Korc |
| Trial na czas CP 3         | Javier Otxoa                   | Darren Kenny                    | Jin Yong-sik                    |
| Trial na czas CP 4         | Cesar Neira                    | Christopher Scott               | Masashi Ishii                   |
| Trial na czas HC A         | Wolfgang Schattauer            | Rastislav Tureček               | Alain Quittet                   |
| Trial na czas HC B         | Heinz Frei                     | Vittorio Podestà                | Edward Maalouf                  |
| Trial na czas HC C         | Oz Sanchez                     | José Vicente Arzo               | Alejandro Albor                 |
| Trial na czas LC1          | Wolfgang Sacher                | Wolfgang Eibeck                 | Fabio Triboli                   |
| Trial na czas LC2          | Jiří Ježek                     | Carol Eduard Novak              | Roberto Alcaide                 |
| Trial na czas LC3          | Laurent Thirionet              | Simon Richardson                | Masaki Fujita                   |
| Trial na czas LC4          | Michael Teuber                 | Juan José Méndez                | Anthony Zahn                    |
| Wyścig uliczny B&VI 1–3    | Andrzej Zając Dariusz Flak     | Jarmo Ollanketo Marko Tormanen  | Olivier Donval John Saccomandi  |
| Wyścig uliczny HC B        | Heinz Frei                     | Max Weber                       | Edward Maalouf                  |
| Wyścig uliczny HC C        | Ernst van Dyk                  | Alejandro Albor                 | Oz Sanchez                      |
| Wyścig uliczny LC 1–2/CP 4 | Fabio Triboli                  | David Mercier                   | Michael Gallagher               |
| Wyścig uliczny LC 3–4/CP 3 | Darren Kenny                   | Javier Otxoa                    | Tomáš Kvasnička                 |

## Kolarstwo szosowe kobiet
| Konkurencja               |                                     |                                     |                                  |
| ------------------------- | ----------------------------------- | ----------------------------------- | -------------------------------- |
| Trial na czas B&VI 1–3    | Karissa Whitsell Mackenzie Woodring | Irina Fiadotawa Ałena Drazdowa      | Jayne Parsons Annaliisa Farrell  |
| Trial na czas HC A/B/C    | Rachel Morris                       | Monique van der Vorst               | Dorothee Vieth                   |
| Trial na czas LC 1–2/CP 4 | Sarah Storey                        | Jennifer Schuble                    | Zhou Jufang                      |
| Trial na czas LC 3–4/CP 3 | Barbara Buchan                      | Allison Jones                       | Paula Tesoriero                  |
| Wyścig uliczny B&VI 1–3   | Irina Fiadotawa Ałena Drazdowa      | Karissa Whitsell Mackenzie Woodring | Genevieve Ouellet Mathilde Hupin |
| Wyścig uliczny HC A/B/C   | Andrea Eskau                        | Monique van der Vorst               | Dorothee Vieth                   |

## Kolarstwo szosowe – zawody mieszane
| Konkurencja           |             |               |                 |
| --------------------- | ----------- | ------------- | --------------- |
| Trial na czas CP 1–2  | David Stone | Barbara Weise | Markéta Macková |
| Wyścig uliczny CP 1–2 | David Stone | Riaan Nel     | Giorgio Farroni |

## Kolarstwo torowe mężczyzn
| Konkurencja                             |                                      |                                       |                                        |
| --------------------------------------- | ------------------------------------ | ------------------------------------- | -------------------------------------- |
| Trial na czas – 1 km (B&VI 1–3)         | Anthony Kappes Barney Storey         | Ben Demery Shaun Hopkins              | Kieran Modra Tyson Lawrence            |
| Trial na czas – 1 km (CP 3)             | Darren Kenny                         | Rik Waddon                            | Tomáš Kvasnička                        |
| Trial na czas – 1 km (CP 4)             | Masashi Ishii                        | Jiří Bouška                           | Christopher Scott                      |
| Trial na czas – 1 km (LC 1)             | Mark Bristow                         | Zhang Kuidong                         | Wolfgang Sacher                        |
| Trial na czas – 1 km (LC 2)             | Jody Cundy                           | Jiří Ježek                            | Zheng Yuanchao                         |
| Trial na czas – 1 km (LC 3–4)           | Simon Richardson                     | Masaki Fujita                         | Greg Ball                              |
| Bieg pościgowy indywidualnie (B&VI 1–3) | Kieran Modra Tyson Lawrence          | Christian Venge David Llaurado        | Bryce Lindores Steven George           |
| Bieg pościgowy indywidualnie (CP 3)     | Darren Kenny                         | Jin Yong-sik                          | Jean Quevillon                         |
| Bieg pościgowy indywidualnie (CP 4)     | Christopher Scott                    | Masashi Ishii                         | Cesar Neira                            |
| Bieg pościgowy indywidualnie (LC 1)     | Michael Gallagher                    | Wolfgang Sacher                       | Fabio Triboli                          |
| Bieg pościgowy indywidualnie (LC 2)     | Jiří Ježek                           | Roberto Alcaide                       | Jan Boyen                              |
| Bieg pościgowy indywidualnie (LC 3)     | Simon Richardson                     | Masaki Fujita                         | Tobias Graf                            |
| Bieg pościgowy indywidualnie (LC 4)     | Paolo Vigano                         | Michael Teuber                        | Juan José Méndez                       |
| Sprint (B&VI 1–3)                       | Anthony Kappes Barney Storey         | Ben Demery Shaun Hopkins              | Gavin Kilpatrick Michael Thomson       |
| Sprint drużynowy (LC1–4 CP3/4)          | Darren Kenny Mark Bristow Jody Cundy | Zhang Kuidong Zheng Yuanchao Zhang Lu | Tomáš Kvasnička Jiří Bouška Jiří Ježek |

## Kolarstwo torowe kobiet
| Konkurencja                                |                             |                               |                                     |
| ------------------------------------------ | --------------------------- | ----------------------------- | ----------------------------------- |
| Trial na czas – 500 m (LC1–2/CP 4)         | Jennifer Schuble            | Ye Yaping                     | Dong Jingping                       |
| Trial na czas – 500 m (LC3–4/CP 3)         | Paula Tesoriero             | Natalie Simanowski            | Jayme Paris                         |
| Trial na czas – 1 km (B&VI 1–3)            | Aileen McGlynn Ellen Hunter | Felicity Johnson Katie Parker | Lindy Hou Toireasa Gallagher        |
| Bieg pościgowy indywidualnie (B&VI 1–3)    | Aileen McGlynn Ellen Hunter | Lindy Hou Toireasa Gallagher  | Karissa Whitsell Mackenzie Woodring |
| Bieg pościgowy indywidualnie (LC 1–2/CP 4) | Sarah Storey                | Jennifer Schuble              | Dong Jingping                       |
| Bieg pościgowy indywidualnie (LC 3–4/CP 3) | Barbara Buchan              | Natalie Simanowski            | Paula Tesoriero                     |

## Tabela medalowa
| Poz.    | Państwo           |    |    |    | Łącznie |
| ------- | ----------------- | -- | -- | -- | ------- |
| 1       | Wielka Brytania   | 17 | 3  | 0  | 20      |
| 2       | Stany Zjednoczone | 5  | 4  | 4  | 13      |
| 3       | Niemcy            | 3  | 6  | 4  | 13      |
| 4       | Australia         | 3  | 5  | 7  | 15      |
| 5       | Hiszpania         | 3  | 5  | 3  | 11      |
| 6       | Czechy            | 2  | 2  | 4  | 8       |
| 7       | Włochy            | 2  | 1  | 3  | 6       |
| 8       | Szwajcaria        | 2  | 0  | 0  | 2       |
| 9       | Japonia           | 1  | 3  | 2  | 6       |
| 10      | Francja           | 1  | 1  | 2  | 4       |
| 11      | Południowa Afryka | 1  | 1  | 1  | 3       |
| 12      | Austria           | 1  | 1  | 0  | 2       |
| 12=     | Białoruś          | 1  | 1  | 0  | 2       |
| 14      | Nowa Zelandia     | 1  | 0  | 3  | 4       |
| 15      | Polska            | 1  | 0  | 1  | 2       |
| 16      | Chiny             | 0  | 3  | 4  | 7       |
| 17      | Holandia          | 0  | 3  | 0  | 3       |
| 18      | Korea Południowa  | 0  | 1  | 1  | 2       |
| 19      | Finlandia         | 0  | 1  | 0  | 1       |
| 19=     | Rumunia           | 0  | 1  | 0  | 1       |
| 19=     | Słowacja          | 0  | 1  | 0  | 1       |
| 22      | Kanada            | 0  | 0  | 2  | 2       |
| 22=     | Liban             | 0  | 0  | 2  | 2       |
| 23      | Belgia            | 0  | 0  | 1  | 1       |
| Łącznie | Łącznie           | 44 | 43 | 44 | 131     |